# 西川和宏 (CG)
西川 和宏（にしかわ かずひろ）は、日本のCGディレクター・アニメーションプロデューサー。
株式会社ダンデライオンアニメーションスタジオ代表取締役。
株式会社ビジュアルサイエンス研究所、東映アニメーション株式会社に在籍していた。

## 主な作品
※ から引用。

### 劇場映画作品
- 『ONE PIECE THE MOVIE デッドエンドの冒険』（2003） - CG監督
- 『ONE PIECE THE MOVIE オマツリ男爵と秘密の島』（2005） - CG監督
- 『ONE PIECE THE MOVIE カラクリ城のメカ巨兵』（2006） - CG監督
- 『ONE PIECE FILM STRONG WORLD』（2009） - CG監督
- 『ももへの手紙 』（2012） - CG監督
- 『劇場版 BLOOD-C The Last Dark』（2012） - CG監督
- 『グスコーブドリの伝記』（2012） - CGプロデューサー
- 『放課後ミッドナイターズ』（2012） - CGプロデューサー
- 『THE LAST -NARUTO THE MOVIE-』（2014） - CGスーパーバイザー
- 『百日紅 〜Miss HOKUSAI〜』（2015） - CGプロデューサー
- 『屍者の帝国』（2015） - CGプロデューサー
- 『打ち上げ花火、下から見るか？横から見るか？』（2017） - CGプロデューサー
- 『バースデー・ワンダーランド』（2019） - CGプロデューサー

### シリーズ作品
- 『ロボディーズ -RoboDz- 風雲篇』（2008） - CG監督
- 『ウィザード・バリスターズ 弁魔士セシル』（2014） - CGスーパーバイザー
- 『47都道府犬R』（2014） - 監督
- 『不機嫌なモノノケ庵』（2016） - CGスーパーバイザー
- 『ツキウタ。 THE ANIMATION』（2016） - CGプロデューサー
- 『おはよう!コケッコーさん』（2017） - プロデューサー
- 『ROBOMASTERS THE ANIMATED SERIES』（2017） - プロデューサー
- 『ピングー in ザ・シティ』（2017） - CGプロデューサー
- 『ボールルームへようこそ』（2017） - プロデューサー
- 『あかねさす少女』（2018） - 製作
- 『POKÉTOON　ズルッグとミミッキュ』（2020） - プロデューサー